# 국새 황제지보
국새 황제지보(國璽 皇帝之寶)는 서울특별시 종로구, 국립고궁박물관에 있는 어보이다. 2017년 1월 2일 대한민국의 보물 제1618-2호로 지정되었다.

## 개요
용뉴형(龍鈕形) 옥보(玉寶)인 <황제지보>는 대한제국 선포 때 제작한 고종황제의 국새 10과 중 1과로 황제가 직접 관료를 임명할 때 내려주는 임명장과 훈장서훈 사유를 적은 훈기(勳記)에 찍는 인장이다. <황제지보>는 조선이 자주국가인 대한제국이며, 고종은 황제임을 선포하고 이후의 모든 국가 행정문서와 궁중의례에 사용하기 위해 제작한 어보 중의 하나이자 국새로서 역사적 가치가 있다는 점, 왕실 공예품으로서의 공예사적 가치가 있는 점, 국외 반출되었다가 60년 만에 환수된 의미 있는 유물로 보존 상태도 양호하다는 점 등 지정 가치가 있다.

## 같이 보기
- 대한제국 고종 황제어새
- 어보

## 참고 자료
- 국새 황제지보 - 국가유산청 국가유산포털
- 이 문서에는 국립고궁박물관에서 공공누리 제1유형으로 배포된 자료를 바탕으로 한 내용이 포함되어 있습니다.